# The Penthouse: War in Life
The Penthouse: War in Life (hangul: 펜트하우스; rr: Penteuhauseu) é uma telenovela sul-coreana de suspense e drama estrelada por Lee Ji-ah, Kim So-yeon, Eugene, Um Ki-joon, Park Eun-seok e Yoon Jong-hoon. A série, dirigida por Joo Dong-min e escrita por Kim Soon-ok, gira em torno da história da guerra imobiliária e educacional, o desejo de ser o número um. Ela retrata a solidariedade e a vingança de mulheres que não tiveram escolha a não ser se tornarem mulheres más para proteger a si mesmas e a seus filhos. Ele estreou na SBS TV em 26 de outubro de 2020 e está disponível no serviço de streaming Rakuten Viki. O primeiro teaser foi lançado em 29 de setembro.
No final da 1ª temporada, a série com 5,3 milhões de telespectadores estava colocada na 8ª colocação na Lista de dramas coreanos de maior audiência em transmissão pública. A série alcançou a posição número um em minisséries de todos os canais, 21 vezes consecutivas, desde sua primeira transmissão em 26 de outubro de 2020 até o último episódio em 5 de janeiro de 2021.

## Episódios
| Temporada | Temporada | Episódios | Episódios | Originalmente exibido   | Originalmente exibido |
| Temporada | Temporada | Episódios | Episódios | Estreia da temporada    | Final da temporada    |
| --------- | --------- | --------- | --------- | ----------------------- | --------------------- |
|           | 1         | 21        | 21        | 26 de outubro de 2020   | 5 de janeiro de 2021  |
|           | 2         | 13        | 13        | 19 de fevereiro de 2021 | 2 de abril de 2021    |
|           | 3         | 12        | 12        | 4 de junho de 2021      | 20 de agosto de 2021  |

## Sinopse

### Temporada 1
Penthouse conta a história de famílias ricas que vivem no Palácio de Hera e seus filhos na Cheong-ah Arts School.
Shim Su-ryeon (Lee Ji-ah) é uma mulher rica e elegante que tem um passado trágico. Seu marido é Joo Dan-tae (Uhm Ki-joon), um empresário de sucesso. Mais tarde, ela descobre que ele está escondendo um segredo dela.
Oh Yoon-hee (Eugene) vem de uma família humilde. Ela teve problemas com Cheon Seo-jin (Kim So-yeon), uma soprano famosa cujo pai é o chefe da Cheong-ah Arts School, desde o colégio. Eles se envolvem em um relacionamento de triângulo amoroso com Ha Yoon-cheol (Yoon Jong-hoon).
Todos eles têm grandes ambições e desejos para seus filhos e fariam qualquer coisa por eles. No entanto, suas vidas começam a desmoronar quando uma jovem misteriosa chamada Min Seol-ah (Jo Soo-min) cai para a morte durante uma festa no Palácio de Hera. Enquanto os residentes do Palácio de Hera tentam encobrir o fato de que ela morreu no local, eles não podem deixar de suspeitar do assassinato.

### Temporada 2
Penthouse 2 enfoca os segredos de Shim Su-ryeon, a vingança de Oh Yoon-hee, a queda de Cheon Seo-jin e as crianças do Hera Palace que querem ser as melhores e ganhar o grande prêmio no Cheong-ah Arts Festival.
Depois de incriminar Oh Yoon-hee por assassinato, Cheon Seo-jin e Joo Dan-tae decidiram se casar. Sua festa de noivado é interrompida por Oh Yoon-hee e Ha Yoon-cheol, que acabaram de voltar dos Estados Unidos. À medida que os segredos são revelados, as relações entre as pessoas no Palácio de Hera são emaranhadas, outra figura misteriosa aparece e os confronta.

### Temporada 3
A Penthouse 3 concentra-se nos residentes de Hera Place após seus julgamentos e em seus filhos que se preparam para fazer o exame de admissão à faculdade.
Justamente quando Shim Su-ryeon pensa que ela pode finalmente viver feliz, Logan (Park Eun-seok) morreu bem diante de seus olhos. Agora que os residentes do Palácio de Hera estão fora da prisão, Su-ryeon e Oh Yoon-hee se unem a Cheon Seo-jin para derrubar Joo Dan-tae. Enquanto isso, Baek Joon-ki (On Joo-wan) aparece como um quem conhece os segredos mais sombrios de Joo Dan-tae. Yoo Dong-pil (Park Ho-san), marido de Kang Ma-ri (Shin Eun-kyung) e pai de Yoo Jenny (Jin Ji-hee) foi libertado da prisão e buscava vingança contra Joo Dan-tae. Enquanto estava na Cheong-Ah Arts School, Joo Seok-kyung (Han Ji-hyun) agora está enfrentando uma consequência por suas ações de bullying anteriores. qual será seu destino conforme seus desejos crescerem e mais figuras misteriosas existirem em suas vidas?

## Elenco e personagens
| Character                               | Portrayed by         | Season     | Season     | Season     |
| Character                               | Portrayed by         | 1          | 2          | 3          |
| Principais                              | Principais           | Principais | Principais | Principais |
| --------------------------------------- | -------------------- | ---------- | ---------- | ---------- |
| Shim Su-ryeon                           | Lee Ji-ah [en]       | Main       | Main       | Main       |
| Na Ae-kyo                               | Lee Ji-ah [en]       |            | Main       | ASA        |
| Cheon Seo-jin                           | Kim So-yeon [en]     | Main       | Main       | Main       |
| Oh Yoon-hee                             | Eugene               | Main       | Main       | Main       |
| Recorrentes                             |                      |            |            |            |
| Joo Dan-tae/Baek Joon-ki                | Um Ki-joon           | Recurring  | Recurring  | Recurring  |
| Ha Yoon-cheol                           | Yoon Jong-hoon [en]  | Recurring  | Recurring  | Recurring  |
| Lee Kyu-jin                             | Bong Tae-kyu [en]    | Recurring  | Recurring  | Recurring  |
| Kang Ma-ri                              | Shin Eun-kyung [en]  | Recurring  | Recurring  | Recurring  |
| Go Sang-ah                              | Yoon Joo-hee [en]    | Recurring  | Recurring  | Recurring  |
| Joo Seok-hoon                           | Kim Young-dae [en]   | Recurring  | Recurring  | Recurring  |
| Joo Seok-kyung                          | Han Ji-hyun [en]     | Recurring  | Recurring  | Recurring  |
| Ha Eun-byeol                            | Choi Ye-bin [en]     | Recurring  | Recurring  | Recurring  |
| Bae Ro-na                               | Kim Hyun-soo [en]    | Recurring  | Recurring  | Recurring  |
| Yoo Jenny                               | Jin Ji-hee [en]      | Recurring  | Recurring  | Recurring  |
| Lee Min-hyeok                           | Lee Tae-vin          | Recurring  | Recurring  | Recurring  |
| Secretary Jo                            | Kim Dong-kyu         | Recurring  | Recurring  | Recurring  |
| Ma Doo-ki                               | Ha Do-kwon [en]      | Recurring  | Recurring  | Recurring  |
| Wang Mi-ja                              | Seo Hye-rin          | Recurring  | Recurring  | Recurring  |
| Logan Lee                               | Park Eun-seok [en]   | Recurring  | Recurring  | Recurring  |
| Gu Ho-dong                              | Park Eun-seok [en]   | Recurring  |            |            |
| Alex Lee                                | Park Eun-seok [en]   |            |            | Guest      |
| Jin Bun-hong                            | Ahn Yeon-hong        |            | Recurring  | Recurring  |
| Yoo Dong-pil                            | Park Ho-san          | Guest      | Recurring  |            |
| Baek Joon-ki / Joo Dan-tae              | On Joo-wan [en]      | Guest      | Recurring  |            |
| Joo Hye-in                              | Na So-ye             | Guest      | Recurring  |            |
| Anna Lee/Min Seol-ah                    | Jo Soo-min [en]      | Guest      | Guest      |            |
| Cheon Myung-soo                         | Jung Sung-mo         | Guest      | Guest      |            |
| Kang Ok-gyo                             | Ha Min               | Guest      | Guest      | Guest      |
| Cheon Seo-young                         | Shin Seo-hyun        | Guest      | Guest      | Guest      |
| Convidados                              |                      |            |            |            |
| Yoon Tae-joo                            | Lee Cheol-min        | Guest      |            |            |
| Ex-marido de Su-ryeon, pai de Seol-ah   | Ki Tae-hwa           | Guest      |            |            |
| Detetive da investigação de Oh Yoon-hee | Kim Sa-kwon          | Guest      |            |            |
| Jornalista Kim Jung-min                 | Ki Eun-se            | Guest      | Guest      | ASA        |
| Bae Ho-cheol                            | Choi Won-young       | Guest      |            |            |
| Sogra de Yoon-hee                       | Hwang Young-hee [en] | Guest      |            |            |
| Marido de Seo-young                     | Ahn Tae-hwan         | Guest      |            |            |

### Aparições especiais
- Byeon Woo-min como o Congressista Jo Sang-heon (Ep. 1–2, 4–5)

Ele tentou matar Su-Ryeon quando ela descobriu sua fraude, mas foi assassinado mais tarde.
- Han Seung-soo como o Diretor do Orfanato Min Hyung-sik (Ep. 3, 5)
- Kim Byung-hyun [en] como o melhor amigo de Joo Dan-tae
- Ki Eun-se como Jornalista Kim Jung-min
- Kim Sa-kwon o Detetive responsável pelo caso de Oh Yoon Hee
- Ki Tae-hwa como o ex-marido de Su-ryeon

Ele foi assassinado por um assassino contratado por Dan-tae. Ele é o pai biológico de Seol-ah e Seok-kyung.
- Jun Jin como marido em casamento (Ep. 1)
- Ryu Yi-seo como esposa em casamento (Ep. 1)
- Jang Sung-kyu [en] como Assistente de Lee Gyu-jin (Ep. 1, 5, 11, 13)
- Lee Sang-woo [en] como Repórter Son Hyung-jin (Ep. 2, 4)
- Bada [en] como Park Young-ran (Ep. 2)
- Ki Eun-se como Jornalista Kim Jung-min (Ep. 2, 7)
- Yeon Min-ji [[[:en:Yeon Min-ji]|en]]] como Ex-alunos de Yoon-hee e Seo-jin (Ep. 3)
- Nam Bo-ra [en] como Pianista de Bae Ro-na (Ep. 5, 7)
- Lee Si-eon [en] como Detetive (Ep. 6)
- Kim Kwang-kyu [en] como Falso Detetive (Ep. 8)

Um ator contratado por Dan-tae para atuar como detetive.
- Jo Jae-yoon [en] como Hwang Geum-bong (Ep. 9–12)

Um corretor de imóveis bem versado na próxima reforma do distrito de Cheonjin.
- Kim Dong-young [en] como Detetive (Ep. 11–12)
- Kim Soo-hwan como Detective (Ep. 11–12)
- Yoo Jun-sang [en] como Jung Doo-man (Ep. 12–13)

Um político e namorado de Na Ae-kyo.
- On Joo-wan [en] como Baek Joon-ki / Joo Dan-tae (Ep. 13)
- Choi Byung-mo [en] como Juiz (Ep. 13)
- Lee Sang-min [en] como Guarda Prisional Jo (Ep. 13)
- Lee Su-ryun como Procuradora (Ep. 13)

- Park Sang-myeon [en] como Bang Chi-soon (Ep. 1)

Chefe da cela de prisão masculina.
- Jung Young-ju como Chefe da cela de prisão feminina (Ep. 1)
- Kwon Tae-won como Chefe de Justiça Jung (Ep. 1)
- Lee Sang-min [en] como Guarda Prisional Jo (Ep. 1)
- Yoo Yeon [en] como Psiquiatra de Shim Su-ryeon (Ep. 1)
- Nam Sung-jin como pai de Joo Dan-tae (Ep. 3)

|
- Sung Ji-ru [en] como Oh Man-sik (Ep. 3)
- Lee So-yeon como Kim Mi-sook (Ep.4)

A mãe biológica de Joo Hye-in que abandonou Hye-in por dinheiro. Mais tarde, ela foi assassinada por Joo Dan-tae por tentar expor que um dos gêmeos (Seok-kyung) não era parente dele e ele incriminou Yoo Dong-pil. Seu corpo nunca foi encontrado e está escondido dentro do Palácio de Hera.
- Bae Hae-sun [en][15]

## Produção

### Desenvolvimento
O custo de produção desta série é de 31 bilhões de won, sendo 670 milhões de won por episódio. Em setembro de 2019, teve início o planejamento e a preparação da série.
A 1ª temporada foi estendida em um episódio para permitir que a série terminasse em uma terça-feira.
Em 24 de novembro de 2020, a série foi oficialmente renovada para uma segunda e terceira temporadas de doze episódios cada. Também foi anunciado que as temporadas finais iriam ao ar no horário de sexta a sábado em comparação com a primeira temporada, que foi ao ar de segunda a terça-feira.

### Elenco
Eugene foi escalada para um dos papéis principais, consequentemente retornando à televisão após um hiato de cinco anos. A escolha do elenco da série começou em dezembro de 2019 e foi finalizado em janeiro de 2020. Devido a conflitos de agendamento, Shin Sung-rok deixou o elenco em fevereiro. Originalmente programado para ocorrer em fevereiro de 2020, a primeira leitura do roteiro foi adiada para março devido à pandemia de COVID-19. Um Ki-joon se juntou ao elenco em abril.

### Filmagem
As filmagens foram interrompidas em 24 de novembro de 2020 quando um dos atores coadjuvantes teve resultado positivo para COVID-19. No dia seguinte, foi relatado que Um Ki-joon, Park Eun-seok e Bong Tae-gyu testaram negativo para COVID-19.

### Lançamento
O primeiro teaser foi lançado pela SBS em 22 de setembro de 2020. A primeira temporada estreou em 26 de outubro de 2020 na SBS TV e foi ao ar todas as segundas e terças-feiras às 22:00 KST.

## Trilha sonora

### Primeira temporada
| Lançado em 3 de fevereiro de 2021 |                                                                                     |                   |         |  |
| N.º                               | Título                                                                              | Artista           | Duração |  |
| 1.                                | "Life"                                                                              | HEDY              | 3:34    |  |
| 2.                                | "Crown"                                                                             | Ha Jin            | 3:03    |  |
| 3.                                | "Desire"                                                                            | Han Seung-hee     | 4:12    |  |
| 4.                                | "You left to me (Feat. O'z Mood)" (내게 남은 그대 (Feat. 오즈무드))                 | 18Again, O'z Mood | 3:21    |  |
| 5.                                | "Higher"                                                                            | Noblesse          | 3:47    |  |
| 6.                                | "Penthouse" (펜트하우스)                                                            | Kim Jun-seok      | 3:06    |  |
| 7.                                | "A Blinded Person By Greed" (탐욕에 눈이 먼 자)                                     | Jung Sae-rin      | 2:45    |  |
| 8.                                | "Time To Reveal The Truth" (진실을 밝힐 시간)                                       | Joo In-ro         | 3:35    |  |
| 9.                                | "A Place Dizzyingly High And Distant" (아찔하게 높고 아득하게 먼 그 곳)             | Kim Jun-seok      | 3:18    |  |
| 10.                               | "Their Own World" (그들만의 세상)                                                   | Lee Yun-ji        | 4:23    |  |
| 11.                               | "Heart Filled With Tears" (눈물로 채워진 심장)                                      | Jung Sae-rin      | 3:39    |  |
| 12.                               | "Schadenfreude" (샤덴프로이데)                                                      | Kim Hyun-do       | 3:34    |  |
| 13.                               | "Evil's Victory" (악의 승리)                                                        | Joo In-ro         | 3:19    |  |
| 14.                               | "Where Is The Truth?" (무뎌진 진실은 어디에)                                        | Jung Sae-rin      | 2:37    |  |
| 15.                               | "Everything I Wanted To have" (내가 가지고 싶었던 모든 것)                          | Yoo So-hyun       | 2:23    |  |
| 16.                               | "Preparation For Revenge" (복수를 위한 준비)                                        | Hong Eun-ji       | 3:53    |  |
| 17.                               | "The Beginning Of Obsession" (집착의 시작)                                          | Jeong Hye-bin     | 2:33    |  |
| 18.                               | "Another Class" (클래스가 다른 아이들)                                              | Kang Mi-mi        | 3:00    |  |
| 19.                               | "I Promise To Protect You Forever" (지켜줄게요, 영원히)                             | Jung Sae-rin      | 2:55    |  |
| 20.                               | "Mama Boy" (마마보이)                                                               | Shin You-jin      | 3:07    |  |
| 21.                               | "Hera Pride" (헤라 부심)                                                            | Jang Eu-rye       | 2:17    |  |
| 22.                               | "I'm Not A Criminal" (저는 범인이 아니에요)                                         | No Yoo-rim        | 2:49    |  |
| 23.                               | "Unfair Death" (억울한 죽음)                                                        | Shin You-jin      | 3:47    |  |
| 24.                               | "Non-Smiling People Although Having Taken Everything" (빼앗고도 웃지 못하는 사람들) | Jung Sae-rin      | 2:44    |  |
| 25.                               | "Just The Beginning" (시작에 불과해)                                                | Kim Jun-seok      | 3:23    |  |
| Duração total:                    | Duração total:                                                                      | Duração total:    | 1:37:27 |  |

### Segunda temporada
Parte 1
| Lançado em 9 de março de 2021 |                       |                |         |  |
| N.º                           | Título                | Artista        | Duração |  |
| 1.                            | "Repeatedly" (되풀이) | Im Chang-jung  | 3:37    |  |
| 2.                            | "Repeatedly" (Inst.)  |                | 3:37    |  |
| Duração total:                | Duração total:        | Duração total: | 7:14    |  |

Parte 2
| Lançado em 18 de março de 2021 |                                      |                |         |  |
| N.º                            | Título                               | Artista        | Duração |  |
| 1.                             | "This Is What I Am" (이게 바로 나야) | Im Chang-jung  | 4:11    |  |
| 2.                             | "This Is What I Am" (Inst.)          |                | 4:11    |  |
| Duração total:                 | Duração total:                       | Duração total: | 8:22    |  |

Parte 3
| Lançado em 26 de março de 2021 |                      |                |         |  |
| N.º                            | Título               | Artista        | Duração |  |
| 1.                             | "The morass" (늪)    | Lee Ye-joon    | 3:16    |  |
| 2.                             | "The morass" (Inst.) |                | 3:16    |  |
| Duração total:                 | Duração total:       | Duração total: | 6:32    |  |

### Terceira temporada
| Lançado em 4 de junho de 2021 |                                                                                |                |         |  |
| N.º                           | Título                                                                         | Artista        | Duração |  |
| 1.                            | "A Bright Moment That Seems Eternal" (영원한 듯 찬란한 순간)                   | Kim Jun-seok   | 3:25    |  |
| 2.                            | "Prelude of Counterattack" (반격의 서막)                                       | Jung Sae-rin   | 3:06    |  |
| 3.                            | "Revenge From Now On" (복수는 이제부터다)                                      | Kim Hyun-do    | 3:33    |  |
| 4.                            | "An Endless Desire" (끝을 모르는 욕망)                                         | Lee Yoon-ji    | 3:33    |  |
| 5.                            | "Public Wicked" (공공의 악인)                                                  | Joo In-ro      | 2:31    |  |
| 6.                            | "A Person Who Has Lost Everything But Can't Cry" (빼앗기고도 울지 못하는 사람) | Jung Sae-rin   | 4:54    |  |
| 7.                            | "The Two Faces of Janus" (야누스의 두 얼굴)                                    | Jang Yoo-rye   | 3:02    |  |
| 8.                            | "The Villainess" (악녀)                                                        | No Yoo-rim     | 2:44    |  |
| 9.                            | "Confusing Memories" (혼란스러운 기억)                                         | Shin Yoo-jin   | 2:29    |  |
| 10.                           | "Where You Have To Die To Get Out" (죽어야만 나갈 수 있는 곳)                  | Hong Eun-ji    | 4:11    |  |
| 11.                           | "The Hidden Truth Of The Day" (숨겨진 그 날의 진실)                            | Jung Hye-bin   | 2:51    |  |
| 12.                           | "The Reason I Live" (내가 살아가는 이유)                                       | Jung Hye-bin   | 3:21    |  |
| 13.                           | "The Poor Women" (가난한 모녀)                                                 | No Yoo-rim     | 3:05    |  |
| 14.                           | "Little Hera Club" (리틀 헤라클럽)                                             | Kim Do-eun     | 3:16    |  |
| 15.                           | "Truth And False" (진실과 거짓)                                                | No Yoo-rim     | 2:37    |  |
| 16.                           | "Business Partner" (사업 파트너)                                               | No Yoo-rim     | 3:04    |  |
| 17.                           | "Happiness for Misery" (불행을 위한 행복)                                      | Kim Hyun-do    | 3:45    |  |
| 18.                           | "Inferiority Complex" (그거 자격지심이야)                                      | Hong Eun-ji    | 2:33    |  |
| 19.                           | "Something That Happens Up There" (그곳에서 벌어지고 있는 일)                  | Jang Yoo-rye   | 2:30    |  |
| 20.                           | "Quite War" (조용한 전쟁)                                                      | Kang Mi-mi     | 2:58    |  |
| 21.                           | "Suspicions" (의혹)                                                            | Lee Yoon-ji    | 1:40    |  |
| 22.                           | "Murder Plan" (살인계획)                                                       | No Yoo-rim     | 2:50    |  |
| 23.                           | "Blind Madness" (눈이 먼 광기)                                                 | Yoo So-hyun    | 2:50    |  |
| 24.                           | "A Fallen Heart" (타락한 마음)                                                 | Shin Yoo-jin   | 3:01    |  |
| 25.                           | "Tight Tension" (팽팽한 긴장)                                                  | Kim Hyun-do    | 2:55    |  |
| Duração total:                | Duração total:                                                                 | Duração total: | 1:41:00 |  |

## Recepção

### Performance comercial
Analisando os dados da empresa de análise de big data Good Data Corporation, na segunda semana de dezembro, The Penthouse: War in Life esteve em primeiro lugar, com aumento de 27,82% nas menções à mídia. De acordo com a classificação da empresa para a terceira semana de dezembro, The Penthouse: War in Life liderou com um aumento de 27,66% nas menções à mídia pela quarta semana consecutiva.

### Audiência
| Temporada | Temporada | Ep. 1 | Ep. 2 | Ep. 3 | Ep. 4 | Ep. 5 | Ep. 6 | Ep. 7 | Ep. 8 | Ep. 9 | Ep. 10 | Ep. 11 | Ep. 12 | Ep. 13 | Ep. 14 | Ep. 15 | Ep. 16 | Ep. 17 | Ep. 18 | Ep. 19 | Ep. 20 | Ep. 21 | Audiência |
| --------- | --------- | ----- | ----- | ----- | ----- | ----- | ----- | ----- | ----- | ----- | ------ | ------ | ------ | ------ | ------ | ------ | ------ | ------ | ------ | ------ | ------ | ------ | --------- |
|           | 1         | 1.657 | 1.735 | 1.916 | 2.379 | 2.217 | 2.549 | 2.537 | 2.646 | 2.739 | 3.017  | 3.419  | 3.455  | 4.054  | 4.149  | 4.340  | 4.404  | 4.379  | 4.339  | 4.484  | 4.550  | 5.354  | 3.348     |
|           | 2         | 3.758 | 4.027 | 4.165 | 4.550 | 4.585 | 5.264 | 4.481 | 4.901 | 4.462 | 5.410  | 4.804  | 5.601  | 4.735  | N/A    | N/A    | N/A    | N/A    | N/A    | N/A    | N/A    | N/A    | 4.673     |
|           | 3         | 3.778 | 3.518 | 3.206 | 3.263 | ASD   | ASD   | ASD   | ASD   | ASD   | ASD    | ASD    | ASD    | N/A    | N/A    | N/A    | N/A    | N/A    | N/A    | N/A    | N/A    | N/A    | ASD       |

| Médias na audiência da TV (temporada 1) | Médias na audiência da TV (temporada 1) | Médias na audiência da TV (temporada 1) | Médias na audiência da TV (temporada 1) | Médias na audiência da TV (temporada 1) | Médias na audiência da TV (temporada 1) |
| Ep. | Parte                                   | Transmissão Original                    | Médias de audiência                     | Médias de audiência                     | Médias de audiência                     |
| Ep. | Parte                                   | Transmissão Original                    | AGB Nielsen                             | AGB Nielsen                             | TNmS                                    |
| Ep. | Parte                                   | Transmissão Original                    | Nacionalmente                           | Seul                                    | Nacionalmente                           |
| --- | --------------------------------------- | --------------------------------------- | --------------------------------------- | --------------------------------------- | --------------------------------------- |
| 1 | 1                                       | 26 de outubro de 2020                   | 6.7%                                    | 8.2%                                    | 5.2%                                    |
| 1 | 2                                       | 26 de outubro de 2020                   | 9.2%                                    | 10.5%                                   | 6.8%                                    |
| 1 | 3                                       | 26 de outubro de 2020                   | 9.1%                                    | 10.5%                                   | 6.5%                                    |
| 2 | 1                                       | 27 de outubro de 2020                   | 8.2%                                    | 9.4%                                    | 6.0%                                    |
| 2 | 2                                       | 27 de outubro de 2020                   | 9.8%                                    | 11.2%                                   | 7.0%                                    |
| 2 | 3                                       | 27 de outubro de 2020                   | 10.1%                                   | 11.6%                                   | 7.4%                                    |
| 3 | 1                                       | 2 de novembro de 2020                   | 8.0%                                    | 8.6%                                    | 6.7%                                    |
| 3 | 2                                       | 2 de novembro de 2020                   | 11.4%                                   | 12.3%                                   | 9.8%                                    |
| 4 | 1                                       | 3 de novembro de 2020                   | 10.8%                                   | 12.0%                                   | 7.8%                                    |
| 4 | 2                                       | 3 de novembro de 2020                   | 13.9%                                   | 15.1%                                   | 10.3%                                   |
| 5 | 1                                       | 9 de novembro de 2020                   | 9.6%                                    | 10.8%                                   | 8.4%                                    |
| 5 | 2                                       | 9 de novembro de 2020                   | 12.9%                                   | 14.2%                                   | 11.0%                                   |
| 6 | 1                                       | 10 de novembro de 2020                  | 10.3%                                   | 11.3%                                   | 9.2%                                    |
| 6 | 2                                       | 10 de novembro de 2020                  | 14.5%                                   | 16.1%                                   | 12.6%                                   |
| 7 | 1                                       | 16 de novembro de 2020                  | 10.4%                                   | 11.4%                                   | 10%                                     |
| 7 | 2                                       | 16 de novembro de 2020                  | 14.5%                                   | 15.9%                                   | 12.8%                                   |
| †8 | 1                                       | 23 de novembro de 2020                  | 11.1%                                   | 11.8%                                   | 10.8%                                   |
| †8 | 2                                       | 23 de novembro de 2020                  | 15.5%                                   | 16.5%                                   | 13.7%                                   |
| 9 | 1                                       | 24 de novembro de 2020                  | 12.2%                                   | 13.1%                                   | 11.2%                                   |
| 9 | 2                                       | 24 de novembro de 2020                  | 16.0%                                   | 17.4%                                   | 14.1%                                   |
| 10 | 1                                       | 30 de novembro de 2020                  | 13.2%                                   | 14.6%                                   | 12.3%                                   |
| 10 | 2                                       | 30 de novembro de 2020                  | 16.9%                                   | 18.8%                                   | 15.7%                                   |
| 11 | 1                                       | 1 de dezembro de 2020                   | 14.7%                                   | 16.0%                                   | 11.4%                                   |
| 11 | 2                                       | 1 de dezembro de 2020                   | 19.6%                                   | 21.2%                                   | 13.3%                                   |
| 12 | 1                                       | 7 de dezembro de 2020                   | 16.3%                                   | 17.9%                                   | 14.3%                                   |
| 12 | 2                                       | 7 de dezembro de 2020                   | 19.9%                                   | 21.5%                                   | 16.1%                                   |
| 13 | 1                                       | 8 de dezembro de 2020                   | 17.6%                                   | 19.2%                                   | 15.5%                                   |
| 13 | 2                                       | 8 de dezembro de 2020                   | 22.1%                                   | 23.9%                                   | 18.9%                                   |
| 14 | 1                                       | 14 de dezembro de 2020                  | 17.5%                                   | 19.5%                                   | 16.6%                                   |
| 14 | 2                                       | 14 de dezembro de 2020                  | 22.0%                                   | 23.9%                                   | 19.5%                                   |
| 15 | 1                                       | 15 de dezembro de 2020                  | 19.6%                                   | 20.8%                                   | 16.9%                                   |
| 15 | 2                                       | 15 de dezembro de 2020                  | 23.3%                                   | 25.0%                                   | 20.8%                                   |
| 16 | 1                                       | 21 de dezembro de 2020                  | 19.1%                                   | 20.2%                                   | 17.4%                                   |
| 16 | 2                                       | 21 de dezembro de 2020                  | 23.7%                                   | 25.2%                                   | 21.1%                                   |
| 17 | 1                                       | 22 de dezembro de 2020                  | 19.1%                                   | 20.7%                                   | 18.4%                                   |
| 17 | 2                                       | 22 de dezembro de 2020                  | 24.0%                                   | 25.8%                                   | 22.4%                                   |
| 18 | 1                                       | 28 de dezembro de 2020                  | 21.0%                                   | 22.7%                                   | 18.0%                                   |
| 18 | 2                                       | 28 de dezembro de 2020                  | 23.9%                                   | 25.7%                                   | 20.9%                                   |
| 19 | 1                                       | 29 de dezembro de 2020                  | 21.3%                                   | 22.3%                                   | 19.1%                                   |
| 19 | 2                                       | 29 de dezembro de 2020                  | 23.5%                                   | 24.7%                                   | 22.4%                                   |
| 20 | 1                                       | 4 de janeiro de 2021                    | 20.4%                                   | 21.6%                                   | 18.3%                                   |
| 20 | 2                                       | 4 de janeiro de 2021                    | 23.8%                                   | 25.2%                                   | 22.7%                                   |
| 21 | 1                                       | 5 de janeiro de 2021                    | 23.6%                                   | 24.8%                                   | 20.6%                                   |
| 21 | 2                                       | 5 de janeiro de 2021                    | 28.8%                                   | 30.5%                                   | 25.4%                                   |
| - Os números azuis representam as médias mais baixas, enquanto os números vermelhos representam as mais altas - † O episódio 8 não foi transmitido em 17 de novembro de 2020 devido à transmissão de futebol do jogo Coréia x Catar. Foi ao ar em 23 de novembro de 2020. - † Originalmente programada para ir ao ar em 20 episódios, a série foi estendida em um episódio, devido à transmissão de futebol Coréia x Catar, a fim de terminar o drama na terça-feira. |                                         |                                         |                                         |                                         |                                         |

| Médias na audiência da TV (temporada 2)                                                                       | Médias na audiência da TV (temporada 2) | Médias na audiência da TV (temporada 2) | Médias na audiência da TV (temporada 2) | Médias na audiência da TV (temporada 2) | Médias na audiência da TV (temporada 2) |
| Ep. | Parte                                   | Transmissão Original                    | Médias de audiência                     | Médias de audiência                     | Médias de audiência                     |
| Ep. | Parte                                   | Transmissão Original                    | AGB Nielsen                             | AGB Nielsen                             | TNmS                                    |
| Ep. | Parte                                   | Transmissão Original                    | Nacionalmente                           | Seul                                    | Nacionalmente                           |
| --- | --------------------------------------- | --------------------------------------- | --------------------------------------- | --------------------------------------- | --------------------------------------- |
| 1 | 1                                       | 19 de fevereiro de 2021                 | 16.7%                                   | 17.3%                                   | 15.1%                                   |
| 1 | 2                                       | 19 de fevereiro de 2021                 | 19.1%                                   | 19.9%                                   | 17.9%                                   |
| 2 | 1                                       | 20 de fevereiro de 2021                 | 15.1%                                   | 15.6%                                   | 13.8%                                   |
| 2 | 2                                       | 20 de fevereiro de 2021                 | 20.4%                                   | 21.0%                                   | 18.0%                                   |
| 3 | 1                                       | 26 de fevereiro de 2021                 | 18.9%                                   | 19.7%                                   | 17.8%                                   |
| 3 | 2                                       | 26 de fevereiro de 2021                 | 22.3%                                   | 22.8%                                   | 20.6%                                   |
| 4 | 1                                       | 27 de fevereiro de 2021                 | 18.8%                                   | 20.3%                                   | 17.7%                                   |
| 4 | 2                                       | 27 de fevereiro de 2021                 | 24.0%                                   | 26.1%                                   | 22.8%                                   |
| 5 | 1                                       | 5 de março de 2021                      | 20.9%                                   | 22.5%                                   | 18.1%                                   |
| 5 | 2                                       | 5 de março de 2021                      | 24.4%                                   | 25.5%                                   | 21.3%                                   |
| 6 | 1                                       | 6 de março de 2021                      | 22.4%                                   | 22.8%                                   | 20.4%                                   |
| 6 | 2                                       | 6 de março de 2021                      | 26.9%                                   | 27.5%                                   | 24.3%                                   |
| 7 | 1                                       | 12 de março de 2021                     | 19.4%                                   | 20.4%                                   | 18.8%                                   |
| 7 | 2                                       | 12 de março de 2021                     | 23.5%                                   | 24.3%                                   | 22.1%                                   |
| 8 | 1                                       | 13 de março de 2021                     | 19.9%                                   | 21.6%                                   | 19.2%                                   |
| 8 | 2                                       | 13 de março de 2021                     | 24.8%                                   | 26.1%                                   | 23.5%                                   |
| 9 | 1                                       | 19 de março de 2021                     | 20.8%                                   | 22.1%                                   | 19.4%                                   |
| 9 | 2                                       | 19 de março de 2021                     | 23.6%                                   | 24.7%                                   | 21.5%                                   |
| 10 | 1                                       | 20 de março de 2021                     | 20.3%                                   | 21.2%                                   | 18.9%                                   |
| 10 | 2                                       | 20 de março de 2021                     | 26.6%                                   | 27.0%                                   | 24.1%                                   |
| 11 | 1                                       | 26 de março de 2021                     | 21.5%                                   | 22.4%                                   | 20.7%                                   |
| 11 | 2                                       | 26 de março de 2021                     | 25.2%                                   | 26.3%                                   | 24.1%                                   |
| 12 | 1                                       | 27 de março de 2021                     | 22.9%                                   | 24.5%                                   | 21.8%                                   |
| 12 | 2                                       | 27 de março de 2021                     | 29.2%                                   | 30.6%                                   | 26.6%                                   |
| Especial | 1                                       | 2 de abril de 2021                      | 21.5%                                   | 21.9%                                   | 20.7%                                   |
| Especial | 2                                       | 2 de abril de 2021                      | 25.2%                                   | 25.2%                                   | 23.4%                                   |
| Especial | 3                                       | 2 de abril de 2021                      | 25.8%                                   | 26.0%                                   | 24.2%                                   |
| - Os números azuis representam as médias mais baixas, enquanto os números vermelhos representam as mais altas |                                         |                                         |                                         |                                         |                                         |

| Médias de audiência na TV (temporada 3)                                                                       | Médias de audiência na TV (temporada 3) | Médias de audiência na TV (temporada 3) | Médias de audiência na TV (temporada 3)                                                                    | Médias de audiência na TV (temporada 3) | Médias de audiência na TV (temporada 3)                                                                    |
| Ep. | Parte                                   | Transmissão original                    | Médias de audiência                                                                                        | Médias de audiência                     | Médias de audiência                                                                                        |
| Ep. | Parte                                   | Transmissão original                    | AGB Nielsen                                                                                                | AGB Nielsen                             | TNmS |
| Ep. | Parte                                   | Transmissão original                    | Nacionalmente                                                                                              | Seul                                    | Nacionalmente                                                                                              |
| --- | --------------------------------------- | --------------------------------------- | --- | --------------------------------------- | --- |
| Especial | 1                                       | 2 de junho de 2021                      | style="background: #ececec; color: grey; vertical-align: middle; text-align: center; " class="table-na"\|— | —                                       | style="background: #ececec; color: grey; vertical-align: middle; text-align: center; " class="table-na"\|— |
| Especial | 2                                       | 2 de junho de 2021                      | style="background: #ececec; color: grey; vertical-align: middle; text-align: center; " class="table-na"\|— | 4.1%                                    | style="background: #ececec; color: grey; vertical-align: middle; text-align: center; " class="table-na"\|— |
| 1 | 1                                       | 4 de junho de 2021                      | 16.9% | 17.6%                                   | 15.6% |
| 1 | 2                                       | 4 de junho de 2021                      | 19.5% | 21.0%                                   | 16.8% |
| 1 | 3                                       | 4 de junho de 2021                      | 19.1% | 20.2%                                   | 15.3% |
| 2 | 1                                       | 11 de junho de 2021                     | 15.2% | 15.8%                                   | 13.5% |
| 2 | 2                                       | 11 de junho de 2021                     | 17.5% | 18.4%                                   | 15.1% |
| 2 | 3                                       | 11 de junho de 2021                     | 17.5% | 18.5%                                   | 15.1% |
| 3 | 1                                       | 18 de junho de 2021                     | 14.4% | 15.4%                                   | 12.9% |
| 3 | 2                                       | 18 de junho de 2021                     | 16.3% | 17.2%                                   | 14.4% |
| 3 | 3                                       | 18 de junho de 2021                     | 17.5% | 18.6%                                   | 15.8% |
| 4 | 1                                       | 25 de junho de 2021                     | 14.9% | 15.4%                                   | 13.5% |
| 4 | 2                                       | 25 de junho de 2021                     | 17.0% | 17.9%                                   | 15.3% |
| 4 | 3                                       | 25 de junho de 2021                     | 17.1% | 17.9%                                   | 15.7% |
| 5 | 1                                       | 2 de julho de 2021                      | |                                         | |
| 5 | 2                                       | 2 de julho de 2021                      | |                                         | |
| 5 | 3                                       | 2 de julho de 2021                      | |                                         | |
| 6 | 1                                       | 9 de julho de 2021                      | |                                         | |
| 6 | 2                                       | 9 de julho de 2021                      | |                                         | |
| 6 | 3                                       | 9 de julho de 2021                      | |                                         | |
| 7 | 1                                       | 16 de julho de 2021                     | |                                         | |
| 7 | 2                                       | 16 de julho de 2021                     | |                                         | |
| 7 | 3                                       | 16 de julho de 2021                     | |                                         | |
| 8 | 1                                       | 23 de julho de 2021                     | |                                         | |
| 8 | 2                                       | 23 de julho de 2021                     | |                                         | |
| 8 | 3                                       | 23 de julho de 2021                     | |                                         | |
| 9 | 1                                       | 30 de julho de 2021                     | |                                         | |
| 9 | 2                                       | 30 de julho de 2021                     | |                                         | |
| 9 | 3                                       | 30 de julho de 2021                     | |                                         | |
| 10 | 1                                       | 6 de agosto de 2021                     | |                                         | |
| 10 | 2                                       | 6 de agosto de 2021                     | |                                         | |
| 10 | 3                                       | 6 de agosto de 2021                     | |                                         | |
| 11 | 1                                       | 13 de agosto de 2021                    | |                                         | |
| 11 | 2                                       | 13 de agosto de 2021                    | |                                         | |
| 11 | 3                                       | 13 de agosto de 2021                    | |                                         | |
| 12 | 1                                       | 20 de agosto de 2021                    | |                                         | |
| 12 | 2                                       | 20 de agosto de 2021                    | |                                         | |
| 12 | 3                                       | 20 de agosto de 2021                    | |                                         | |
| - Os números azuis representam as médias mais baixas, enquanto os números vermelhos representam as mais altas |                                         |                                         | |                                         | |